# Helmut Schoeck
Helmut Schoeck (* 3. Juli 1922 in Graz; † 2. Februar 1993) war ein österreichisch-deutscher Soziologe und Publizist.

## Leben
In Graz geboren, kam Helmut Schoeck im Schulalter nach Baden-Württemberg. Dort machte er 1941 am Gymnasium in Ludwigsburg Abitur und studierte in München und Tübingen Medizin, Philosophie und Psychologie. Mit der Studie Karl Mannheim als Wissenssoziologe promovierte er 1948 bei Eduard Spranger zum Dr. phil.
Fünfzehn Jahre lang, von 1950 bis 1965, wirkte er als Hochschullehrer in den Vereinigten Staaten. So wurde er 1953 Ordinarius für Philosophie in Fairmont, West Virginia, lehrte dann zwei Jahre an der Yale-Universität und wechselte als Ordinarius für Soziologie an die Emory University in Atlanta. Während dieser Zeit brachte er sein Gastland auch dem deutschsprachigen Lesepublikum nahe, so mit dem Buch USA. Motive und Strukturen (1958). Daneben übertrug er 1951 unter dem Titel Religionssoziologie auch Joachim Wachs Sociology of Religion ins Deutsche.
Im Jahre 1965 kehrte er nach Deutschland zurück, um an der Johannes-Gutenberg-Universität in Mainz den Lehrstuhl für Soziologie zu übernehmen, den er bis 1990 innehatte. Mit dem auch international viel beachteten Buch Der Neid. Eine Theorie der Gesellschaft, das zuerst 1966 im Verlag Karl Alber erschien, wurde Schoeck bekannt. Da das Buch in einer jargonfreien Sprache geschrieben ist, reichte die Wirkung weit über akademische Kreise hinaus. Der Bestseller wurde mehrfach neu aufgelegt und in mehr als zehn Sprachen übersetzt. Ein weiteres Standardwerk wurde sein seit 1969 immer wieder erweitertes und ergänztes Soziologisches Wörterbuch.
Schoeck war ein scharfer Kritiker des seit den 1960er-Jahren aufkommenden linken Zeitgeistes, den er mitsamt seinen Auswirkungen in zahlreichen Büchern, meist sehr polemisch, angriff. Vor allem politische Entwicklungen der Pädagogik, des Medizinbetriebes, des Antikapitalismus oder der Entwicklungshilfe waren Zielscheibe seiner Kritik, die er aus seiner konservativ-liberalen Weltsicht heraus entwickelte. „Schoeck ist ein geübter Provokateur, er weiß die rhetorischen Mittel zu handhaben“, bescheinigte ihm etwa Gertrud Höhler in einer Rezension seines Buches Schülermanipulation in der Deutschen Zeitung. Kritiker warfen ihm vor, selbst nicht konstruktiv zu wirken, sondern vorwiegend auf Gesellschaftsentwürfe anderer zu reagieren.
Schoeck, der 20 Jahre lang auch Kolumnist der Welt am Sonntag gewesen war, starb am 2. Februar 1993 an den Folgen einer Krebserkrankung.

## Schriften (Auswahl)
- Karl Mannheim als Wissenssoziologe, Dissertation, 1948
- Nietzsches Philosophie des „Menschlich-Allzumenschlichen“. Kritische Darstellung der Aphorismen-Welt der mittleren Schaffenszeit als Versuch einer Neuorientierung des Gesamtbildes, 1948
- Soziologie. Geschichte ihrer Probleme. 1952. 2., wesentlich überarbeitete und erweiterte Auflage unter dem Titel Die Soziologie und die Gesellschaften. Problemsicht und Problemlösung von Beginn bis zur Gegenwart. 1964. Orbis academicus Band I/3. Verlag Karl Alber, Freiburg / München
- USA. Motive und Strukturen, 1958
- Was heißt politisch unmöglich?, 1959
- Scientism and Values, 1960
- Relativism and the Study of Man, 1961
- Financing Medical Care, 1962
- Psychiatry and Responsibility, 1962
- Der Neid. Eine Theorie der Gesellschaft. Verlag Karl Alber, Freiburg/München 1966, 2. Auflage 1968 (späterer Titel: Der Neid und die Gesellschaft)
- Kleines soziologisches Wörterbuch. Verlag Herder, Freiburg im Brsg. 1969, 2. Auflage 1970 (ab 1971: Soziologisches Wörterbuch)
- Ist Leistung unanständig?, 1971 (mehrmals erweitert)
- Vorsicht Schreibtischtäter. Politik und Presse in der Bundesrepublik, 1972
- Entwicklungshilfe. Politische Humanität, 1972
- Die Lust am schlechten Gewissen, 1973
- Das Geschäft mit dem Pessimismus, 1975
- Schülermanipulation, 1976
- Das Recht auf Ungleichheit, 1979
- Der Arzt zwischen Politik und Patient, 1983
- Die zwölf Irrtümer unseres Jahrhunderts, 1985
- Kinderverstörung. Die mißbrauchte Kindheit - Umschulung auf eine andere Republik, 1989